# تملی معاک
«تملی معاک» به معنای «همیشه با تو» ترانه‌ای به زبان عربی مصری از خواننده مصری، عمرو دیاب است که در آلبومی به همین نام در سال ۲۰۰۰ قرار داشت. این آهنگ نقدهای مثبتی از سوی منتقدان دریافت کرد و رولینگ استون آن را بهترین ترانه پاپ عربی قرن بیست و یکم نامید.